# Helmuth Hinzelmann
Helmuth Hinzelmann (* 6. August 1904 in Oldenburg; † 15. Mai 1972 in Essen) war ein deutscher Schauspieler.

## Leben
An der Schauspielschule des Deutschen Theaters in Berlin erhielt Helmuth Hinzelmann seine Ausbildung bei Ferdinand Gregori um anschließend 1928 in Wunsiedel zu debütieren. Weitere Stationen waren die Theater in Bremen, Osnabrück, Darmstadt, Gera, Erfurt und Danzig. Nach dem Zweiten Weltkrieg spielte er am Stadttheater Rostock, am Dresdner Staatstheater und am Deutschen Theater in Berlin. Nach dem Verlassen der DDR 1952 spielte er schließlich noch in Münster, Dortmund, Nürnberg, Wiesbaden und Essen. Auch beim Film und im Fernsehen war er ein gefragter Darsteller.
Verheiratet war Helmuth Hinzelmann mit der Solotänzerin Ingeborg Friedrich.

## Filmografie
- 1950: Der Rat der Götter
- 1950: Familie Benthin
- 1951: Die Sonnenbrucks
- 1951: Das Beil von Wandsbek
- 1952: Das verurteilte Dorf
- 1962: Affäre Blum (Fernsehfilm)
- 1964: Fernfahrer (Fernsehserie, 6. Folge)
- 1964: Der Prozeß Carl von O.
- 1965: Ankunft bei Nacht
- 1966: Schonzeit für Füchse
- 1966: Die fünfte Kolonne (Fernsehserie, 19. Folge)
- 1970: Polizeifunk ruft (Fernsehserie, 46. Episode)

## Theater
- 1932: William Shakespeare: Das Wintermärchen – Regie: ? (Stadttheater Osnabrück)
- 1946: Günter Weisenborn: Die Illegalen (Walter) – Regie: Johannes Lehmann (Stadttheater Rostock)
- 1950: Ernst Fischer: Der große Verrat – Regie: Wolfgang Langhoff (Deutsches Theater Berlin)
- 1950: Gustav von Wangenheim: Auch in Amerika (Ronald) – Regie: Inge von Wangenheim (Deutsches Theater Berlin – Kammerspiele)
- 1950: Carl Sternheim: 1913 (Graf Otto) – Regie: Günther Haenel (Deutsches Theater Berlin – Kammerspiele)
- 1951: Nikolai Gogol: Der Revisor – Regie: Wolfgang Langhoff  (Deutsches Theater Berlin)
- 1951: Alfred Kantorowicz: Die Verbündeten (Amerikanischer Vertreter) – Regie: Wolfgang Heinz (Deutsches Theater Berlin – Kammerspiele)
- 1951: Oleksandr Kornijtschuk: Der Chirurg (Vorsitzender des Vollzugskomitees) – Regie: Wolfgang Langhoff (Deutsches Theater Berlin)
- 1952: Gerhard W. Menzel: Marek im Westen (Remilitarisierungsgeneral) – Regie: Werner Dissel (Deutsches Theater Berlin – Kammerspiele)
- 1952: Maxim Gorki:  Jegor Bulytschow und die Anderen   (Förster) – Regie: Hans Jungbauer (Deutsches Theater Berlin)
- 1955: Hans José Rehfisch: Nickel und die sechsunddreissig Gerechten – Regie: Hans Keller (Städtische Bühnen Dortmund)

## Hörspiele (Auswahl)
- 1927: Herman Heijermans: See. Nedderdütsch Drama in veer Uptög. Gastspiel des Ollnborger Kring. Frei nach Herman Heijermans (Claussen, Bas bi Lüning) – Bearbeitung und Regie: Erich Schiff (Sendespiel (Hörspielbearbeitung) – NORAG)
- 1951: Gerhard Rentzsch: Wir aus Hamburg – Regie: Günther Rücker (Hörspiel – MDR)
- 1952: Herbert Torbeck: Licht backbord voraus – Regie: Günther Rücker (Hörspiel – Berliner Rundfunk)
- 1952: Albert Maltz: Der Fall Morrison (Kapitän Miltz) – Regie: Wolfgang Langhoff (Dokumentarhörspiel – Berliner Rundfunk)
- 1954: Adolf Glaßbrenner: Ein Polterabend – Regie: Herwart Grosse (Hörspiel – Rundfunk der DDR)